# Jim Jackson
James Arthur „Jim” Jackson (ur. 14 października 1970 w Toledo) – amerykański koszykarz, występujący na pozycji rzucającego obrońcy.
W 1989 wystąpił w meczu gwiazd amerykańskich szkół średnich - McDonald’s All-American.

## Osiągnięcia
Na podstawie, o ile nie zaznaczono inaczej.
NCAA
- Uczestnik rozgrywek Elite Eight turnieju NCAA (1992)
- 3-krotny uczestnik turnieju NCAA (1990, 1991, 1992)
- 2-krotny mistrz sezonu zasadniczego konferencji Big Ten (1991, 1992)
- Zawodnik roku:
  - NCAA według United Press International (1992)[3]
  - Konferencji Big 10 (1991, 1992)[4]
- Najlepszy pierwszoroczny zawodnik konferencji Big Ten (1990)[5]
- 2-krotny laureat Chicago Tribune Silver Basketball (Big Ten MVP – 1991, 1992)
- Zaliczony do:
  - I składu:
    - All-American (1991, 1992)
    - Big Ten (1991, 1992)

Reprezentacja
- Brązowy medalista igrzysk panamerykańskich (1991)[6]